# The American Club
The American Club est un hôtel américain situé à Kohler, dans le Wisconsin. Ouvert en 1918 et installé dans un bâtiment inscrit au Registre national des lieux historiques depuis le 22 mai 1978, cet établissement est membre des Historic Hotels of America depuis 1991.